# Giacomo Bonafede Oddo
Giacomo Bonafede Oddo, noto anche con lo pseudonimo di Giacomo Oddo (Gratteri, 20 novembre 1827 – Lascari, 9 settembre 1906), è stato uno scrittore e giornalista italiano.

## Biografia
Figlio di Domenico Bonafede e di Marianna Oddo, venne avviato dalla famiglia alla carriera ecclesiastica. Divenuto domenicano si distinse per dottrina e doti oratorie e venne adibito all'insegnamento e alla predicazione a Enna, Palermo, Firenze, Pesaro, Bologna e Genova. Sotto l'influsso del fratello maggiore Francesco (fervente mazziniano e cospiratore infaticabile) aderì al movimento liberale.

Dopo i falliti moti siciliani del 1856 Giacomo venne arrestato, insieme al fratello e a tutta la famiglia. Una volta liberato, abbandonò la vita ecclesiastica e andò in esilio a Firenze e poi a Milano, dove si dedicò all'insegnamento e al giornalismo come redattore del Momento. Si iscrisse alla Massoneria e si orientò verso posizioni decisamente anticlericali.

Utilizzando il cognome della madre (che poi assunse definitivamente) pubblicò a Milano prima il romanzo storico Alessandro Bonforti o l'Apostata siciliano (1860), poi le opere I Mille di Marsala - Scene rivoluzionarie (1863), e Il brigantaggio o l'Italia dopo la dittatura di Garibaldi (1863), tutte connotate da spirito profondamente anticlericale.

Nel 1869 si trasferì a Trieste per raggiungere il fratello Francesco, esule dopo il fallimento del moto insurrezionale palermitano del 1866. Qui diresse il periodico Mente e Cuore, si sposò con la poetessa Matilde Ferluga Fentler, pubblicò gli scritti apologetici La famiglia Cairoli nel Risorgimento (1869) e Vita e gesta del generale La Masa (1870). Dopo l'arresto e la condanna del fratello venne tenuto sotto stretto controllo da parte della polizia e ammonito per la sua adesione alla Massoneria.

Nel 1874 rientrò in Sicilia, diresse il periodico Il Precursore (vicino a Francesco Crispi), fondò a Palermo la rivista didattica La Mente italiana e successivamente a Bari il periodico Letteratura montanara.

## Opere
- Alessandro Bonforti o l'Apostata siciliano, Milano, 1860
- I Mille di Marsala - Scene rivoluzionarie,Milano, 1863
- Il brigantaggio o l'Italia dopo la dittatura di Garibaldi,Milano, 1863
- Emma Lyona, Milano, 1868
- La famiglia Cairoli nel Risorgimento, 1869
- Vita e gesta del generale La Masa, Verona, 1870
- La verità nella filosofia empirica, Verona, 1880
- Commem. di Francesco De Sanctis, Bari 1884
- Sacra azione drammatica,Messina, 1904